# Hyalopsychella
Hyalopsychella is een geslacht van schietmotten. De typesoort van het geslacht is Hyalopsychella winkleri.

## Soorten
Het geslacht kent de volgende soorten:
- Hyalopsychella haplotes
- Hyalopsychella winkleri